# Dub Buk
Dub Buk е украинска нсбм група.
Основана е в град Харков, Украйна през 1997 г. Песните се изпълняват на украински и руски.

## Дискография
Албуми
- 2003 – „Іду на ви!“
- 2004 – „Русь понад усе!“
- 2010 – „Мертві Сорому Не Ймуть“
- 2014 – „Цвях“

Демо
- 1998 – „Місяць помсти“
- 1999 – „Засинає та у ві сні помирає“